# Cabinet Filbinger I
Land de Bade-Wurtemberg
Kiesinger III Filbinger II
Le cabinet Filbinger I (en allemand : Kabinett Filbinger I) est le gouvernement du Land de Bade-Wurtemberg entre le 16 décembre 1966 et le 12 juin 1968, durant la quatrième législature du Landtag.

## Majorité et historique
Dirigé par le nouveau ministre-président chrétien-démocrate Hans Filbinger, précédemment ministre de l'Intérieur, ce gouvernement est constitué et soutenu par une « grande coalition » entre l'Union chrétienne-démocrate d'Allemagne (CDU) et le Parti social-démocrate d'Allemagne (SPD). Ensemble, ils disposent de 106 députés sur 120, soit 88,3 % des sièges du Landtag.
Il est formé à la suite de la démission de Kurt Georg Kiesinger, au pouvoir depuis décembre 1958. 
Il succède donc au cabinet Kiesinger III constitué et soutenu par une « coalition noire-jaune » entre la CDU et le Parti populaire démocratique (FDP/DVP).
À la suite de la rupture de la coalition noire-jaune fédérale et de la démission du chancelier fédéral Ludwig Erhard, le groupe CDU/CSU au Bundestag choisit Kiesinger pour prendre la tête d'une grande coalition fédérale. Dans le Land, le groupe parlementaire investit Filbinger pour lui succéder, au détriment du ministre de l'Éducation Wilhelm Hahn. Le FDP/DVP décide alors de mettre fin à son alliance avec la CDU, cette dernière se tournant vers le SPD, avec qui les libéraux avaient prévu de s'allier.
Lors des élections régionales du 28 avril 1968, les chrétiens-démocrates conservent leur place de premier parti du Land, les sociaux-démocrates enregistrant un recul de huit points. Cet échec, ainsi que la percée du Parti national-démocrate d'Allemagne (NPD) qui réalise 9,8 %, s'expliquent principalement par le climat de tension sociale née des mouvements étudiants. Bien qu'une alliance avec les libéraux-démocrates dispose d'une claire majorité, Filbinger choisit de poursuivre sa coalition avec le SPD et forme son deuxième gouvernement.

## Composition
- Les nouveaux ministres sont indiqués en gras, ceux ayant changé d'attributions en italique.

| Poste                                                                         | Titulaire | Titulaire         | Parti |
| ----------------------------------------------------------------------------- | --------- | ----------------- | ----- |
| Ministre-président                                                            |           | Hans Filbinger    | CDU   |
| Vice-ministre-président Ministre de l'Intérieur                               |           | Walter Krause     | SPD   |
| Ministre de l'Éducation                                                       |           | Wilhelm Hahn      | CDU   |
| Ministre de la Justice                                                        |           | Rudolf Schieler   | SPD   |
| Ministre des Finances                                                         |           | Kurt Angstmann    | SPD   |
| Ministre de l'Économie                                                        |           | Hans-Otto Schwarz | SPD   |
| Ministre de l'Alimentation, de l'Agriculture, de la Viticulture et des Forêts |           | Eugen Leibfried   | CDU   |
| Ministre du Travail                                                           |           | Josef Schüttler   | CDU   |
| Ministre des Affaires fédérales                                               |           | Adalbert Seifriz  | CDU   |